# Honoré Boit
Honoré Boit var en dansmästare anställd vid Uppsala universitet 1691–1695.
Honoré Boit erbjöd sig 1691 att bli dansmästare vid Uppsala universitet och tillträdde tjänsten samma år. Han undervisade i grupp hemma mot betalning av var och en och motsatte sig att uppsöka adliga elever för enskild undervisning. Detta löstes till belåtenhet. Värre var att han antastade kvinnor. Han avskedades 1695 på grund av att han våldfört sig på en piga. Han kvitterade sin lön på stat omväxlande på franska och svenska.